# Le Cerf (Côtes-d'Armor)
L'île Le Cerf (breton : Ar Zerr, littéralement l'île « qui ferme » l'archipel) est une île appartenant à l'archipel des Sept-Îles en Bretagne.

## Géographie
Gros amas rocheux, elle fait partie de la réserve naturelle nationale des Sept-Îles.